# Crouching Tiger, Hidden Dragon (videójáték)
A Tigris és sárkány (Crouching Tiger, Hidden Dragon) videójáték Ang Lee azonos című filmje alapján készült. A játékosok irányíthatják Li Mu Bai, Yu Shu Lien, Jen és Lo karaktereit. Fogadtatása nem volt túl pozitív, a kritikusok legjobb esetben is közepes pontszámokkal értékelték.

## Cselekmény
A történet a Csing-dinasztia idején játszódik a 19. századi Kínában. A visszavonulni szándékozó kardforgató Li úgy dönt, hogy a jade kardot, a "Zöld Végzetet", egy nemesnek adja át. Nem sokkal ezután a kardot ellopják. Li elindul, hogy visszaszerezze, ebben segíti barátja Yu Shu Lien. A nemes lánya, Jen gyakran találkozik mindkét karakterrel.